# 佩雷迪雷
50°33′10″N 25°55′46″E / 50.55278°N 25.92944°E
佩雷迪雷（烏克蘭語：Переділи），是烏克蘭西北部里夫内州里夫内区佳季科维奇市镇的村落。面積0.89平方公里，海拔高度219米，2001年人口171，人口密度每平方公里192.1人。